# Ministero dei trasporti (Danimarca)
Il Ministero dei trasporti (in danese Transportministeriet) è un dicastero del governo danese responsabile del settore dei trasporti in Danimarca.
Il ministro in carica è Thomas Danielsen dal 15 dicembre 2022.

## Storia
Il ministero fu istituito come Ministero dei lavori pubblici con regio decreto del 27 aprile 1900, scorporando le deleghe in materia di trasporti dal Ministero dell'interno.
Nel 1986 il dicastero assunse il nome di Ministero del traffico, denominazione utilizzata fino al 2001, anno in cui fu tramutata in Ministero dei trasporti. Nel 2005 si aggiunse la delega all'energia e il nome fu quindi cambiato in Ministero dei trasporti e dell'energia; tale nomenclatura fu tuttavia abbandonata nel 2007 con l'istituzione del Ministero del clima e dell'energia.
Nel 2015 il ministero ha assunto le deleghe inerenti la gestione di edifici e infrastrutture, scorporate nel 2021 ed assegnate temporaneamente al Ministero dell'interno.